# گاسلی
گوسلی (روسی: гу́сли) قدیمی‌ترین ساز زهی روسیه و اقوام اسلاو است.
حداقل از ۱۵۰۰ سال پیش در روسیه نواخته می‌شده است و عمیقاً با ادبیات و هنر و فرهنگ روسیه بافته و آمیخته شده است.
سازی است شبیه قانون و سنتور. انواع مختلف آن بین ۴ تا ۶۶ سیم دارند و مانند چنگ با انگشتان دست نواخته می‌شود. در مواردی هم مانند سنتور از مضراب استفاده می‌کنند.
یادگیری آن خیلی آسان است و بچه‌ها خیلی زود به آن تسلط پیدا می‌کنند.
در زمان‌های دور «گوسلی» نوازان، نه فقط در دربارهای دولتی و منازل نجیب‌زادگان حضور داشتند، که در شهرها هم دوره‌گردی کرده و موسیقی می‌نواختند.
معمولاً نواختن موسیقی با خواندن شعرهایی در شرح رشادت‌های پهلوانان و جنگجویان همراه بوده. همین شعرها و داستان‌های شفاهی، امروزه به «بیلینی» (Byliny) یا داستان‌های اساطیری روسیه معروف است.

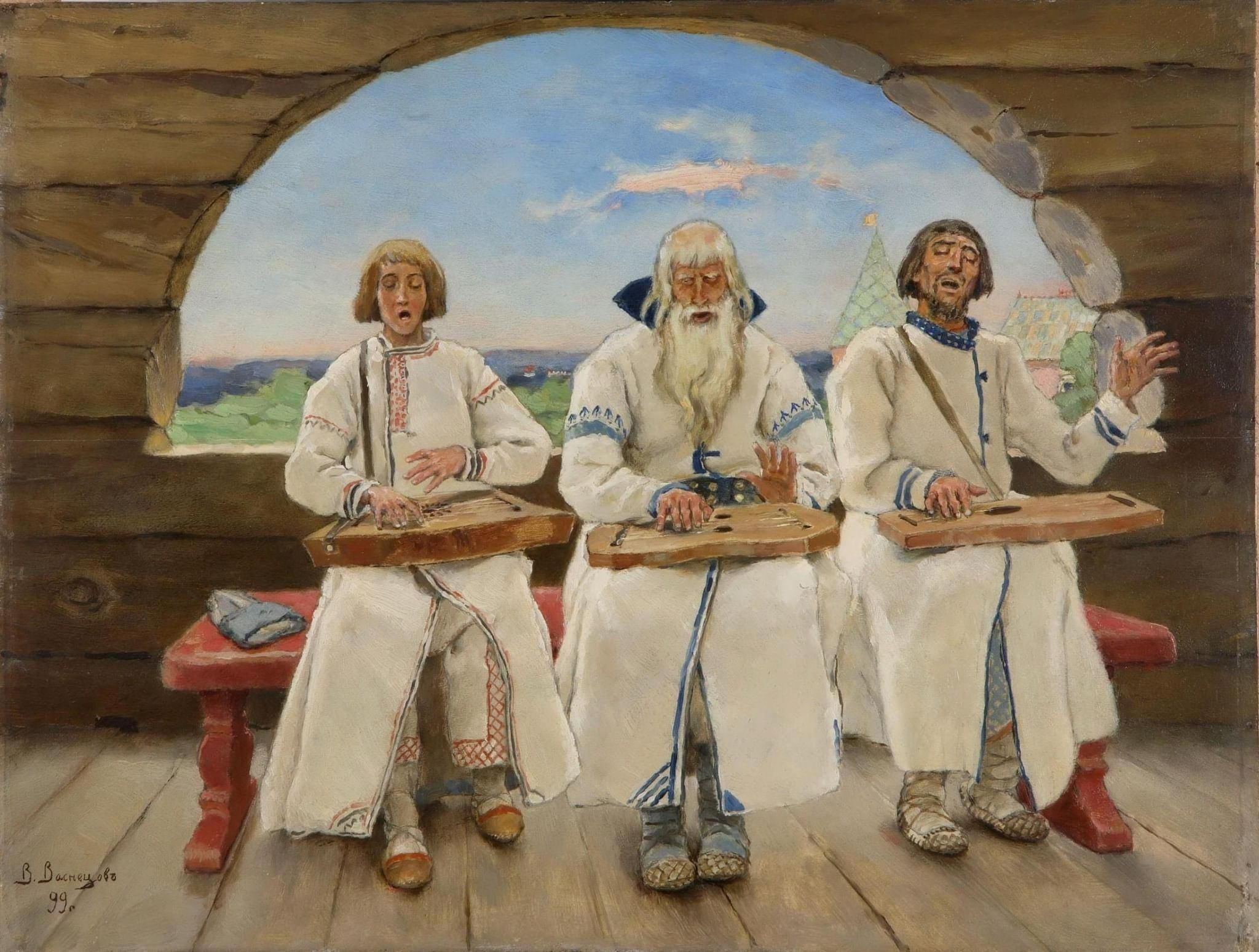
«نوازندگان گوسلی» اثر ویکتور واسنتسوف، ۱۸۹۹